# Francisco Domingo

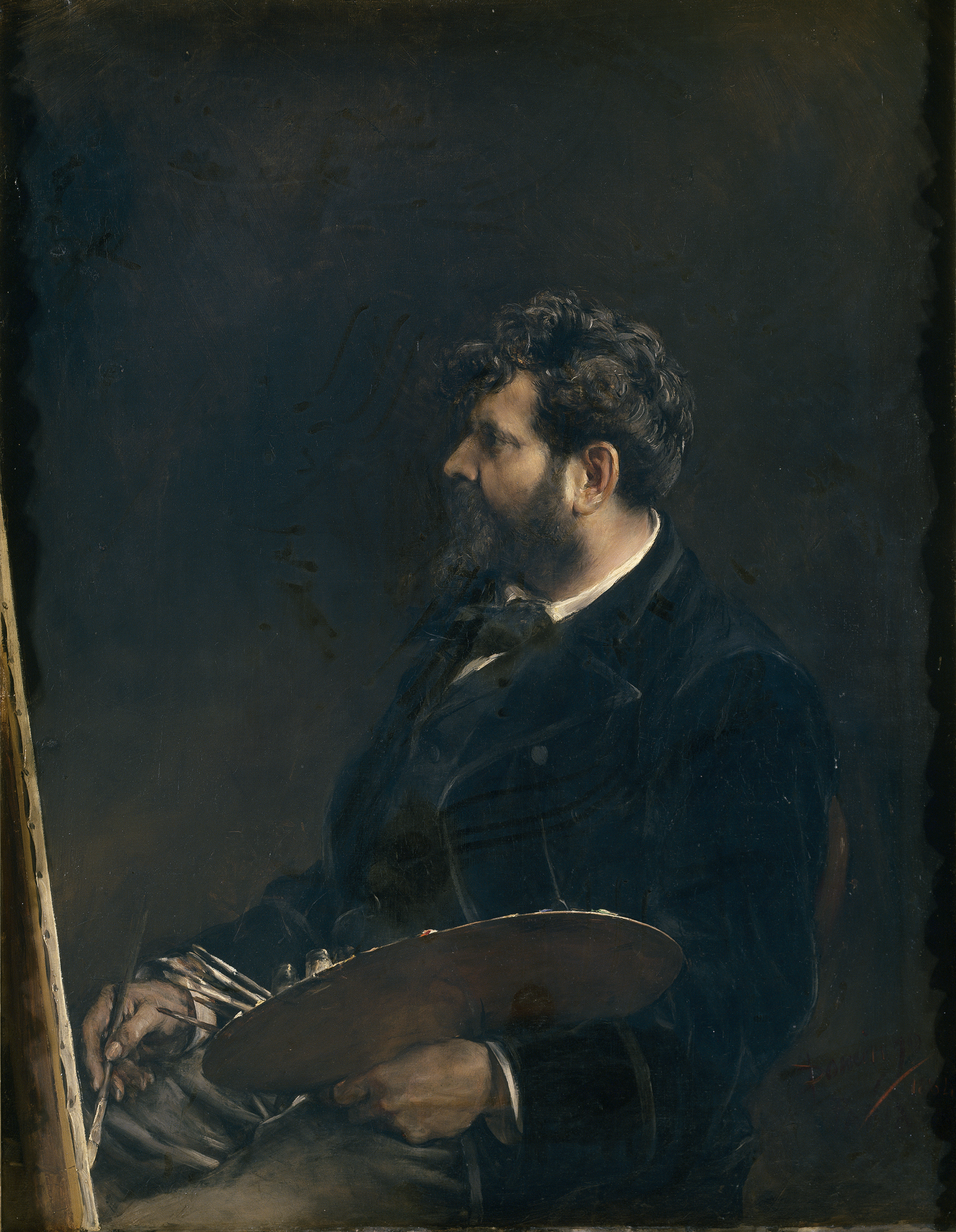
Francisco Domingo: Selbstporträt

Francisco José Domingo y Marqués (* 12. Februar 1842 in Valencia; † 1. Januar 1920 in Madrid) war ein spanischer Maler und Grafiker des Realismus und Impressionismus.

## Leben
Die Familie des Künstlers stammte ursprünglich aus dem Bergdorf Albentosa, in der Provinz Teruel, bevor sie sich in Valencia niederließ. Francisco Domingo begann seine malerische Ausbildung an der Escuela de Bellas Artes de San Carlos (Kunsthochschule San Carlos) in Valencia. Sein dortiger Lehrer Rafael Montesinos bewunderte den Barockmaler Jusepe de Ribera, dessen Werke der junge Francisco Domingo kopierte. Seine Ausbildung setzte er ab 1864 in Madrid an der Akademie San Fernando fort.
1867 erhielt er für sein Gemälde Pallater auf der Exposición Nacional de Bellas Artes de Valencia eine Goldmedaille. Seine Gemälde aus dieser Zeit stehen unter dem Einfluss von Eduardo Rosales (1836–1873), Diego Velázquez und Francisco de Goya. Im selben Jahr wurde ihm darüber hinaus der Premio de Roma verliehen. Mit diesem Preis der war ein Stipendium verbunden, dass ihm einen Aufenthalt in Rom ermöglichte. Auf der Reise nach Italien im Jahr 1868 besuchte er auch erstmals Paris. Das in Rom entstandene Gemälde Santa Clara sandte er 1871 zur Exposición Nacional de Bellas Artes, wo es mit einer Medaille erster Klasse ausgezeichnet wurde. Nach seiner Rückkehr aus Italien ließ sich der Maler in Madrid und Valencia nieder. An der dortigen Akademie von San Carlos unterrichtete er ab 1871 als Professor.
In Madrid erhielt er Aufträge für die Dekoration des Palacio de Fernán-Nuñez und des Palacio de Portugalete. Dem Vorbild Marià Fortunys folgend ging Francisco Domingo 1875 nach Paris, wo er bis 1914 blieb. Hier lernte er die Malweise und die Farbpalette der Maler des Impressionismus kennen, die er in den folgenden Jahren in seine Arbeiten übernahm. Neben der Historienmalerei und religiösen Themen seines Frühwerkes entstanden Genreszenen, Landschaftsbilder und Porträts, zu denen auch ein Bildnis König Alfons XIII. gehörte. Im Alter erhielt er zahlreiche Ehrungen, wozu auch die Mitgliedschaft der königlichen Akademie San Fernando 1917 gehört. Sein Sohn Roberto war später ebenfalls als Maler tätig.

## Werke

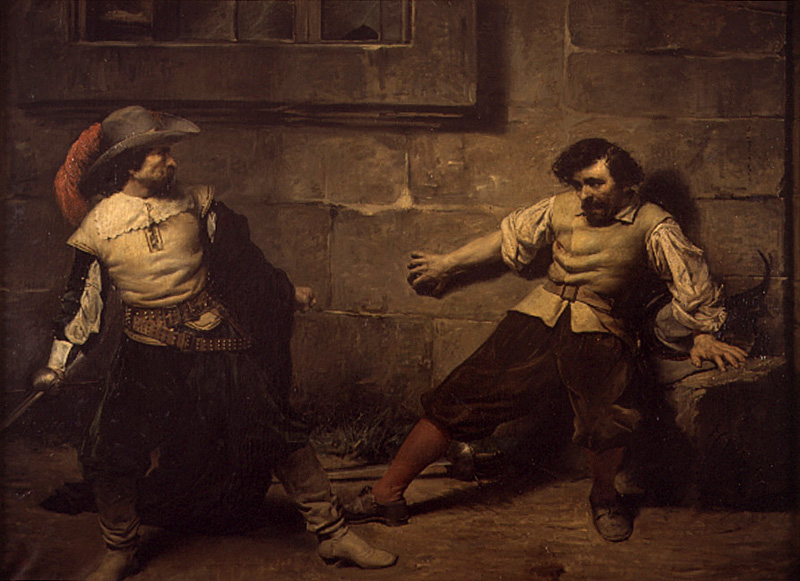
Un lance en el siglo XVII
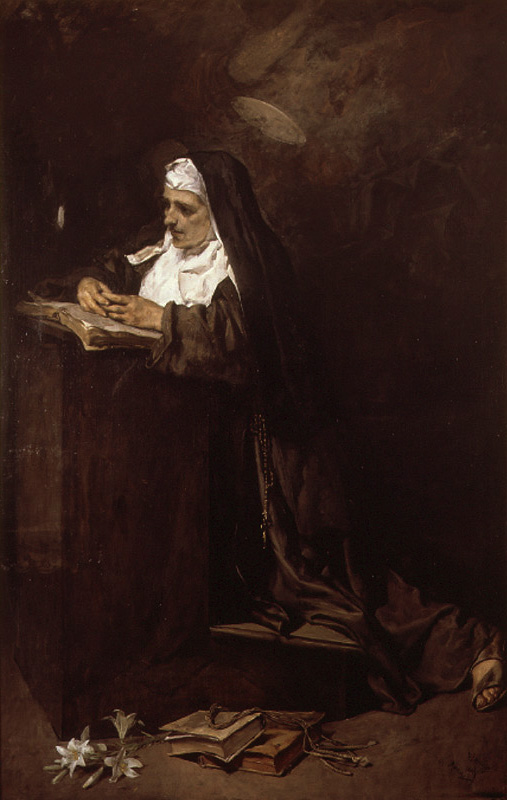
Santa Clara
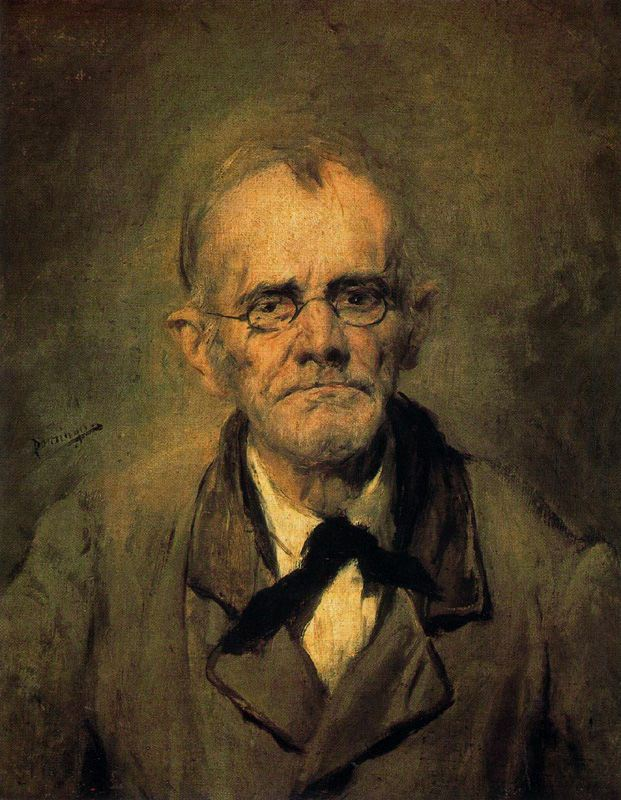
Zapatero de viejo
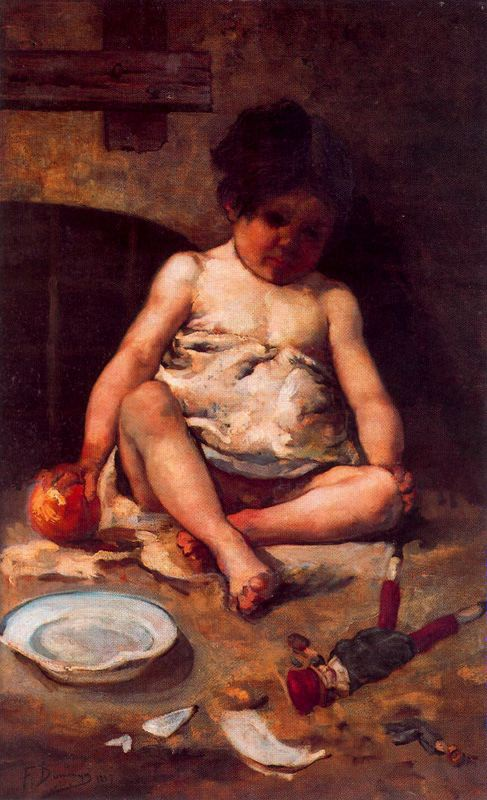
Kinderbildnis
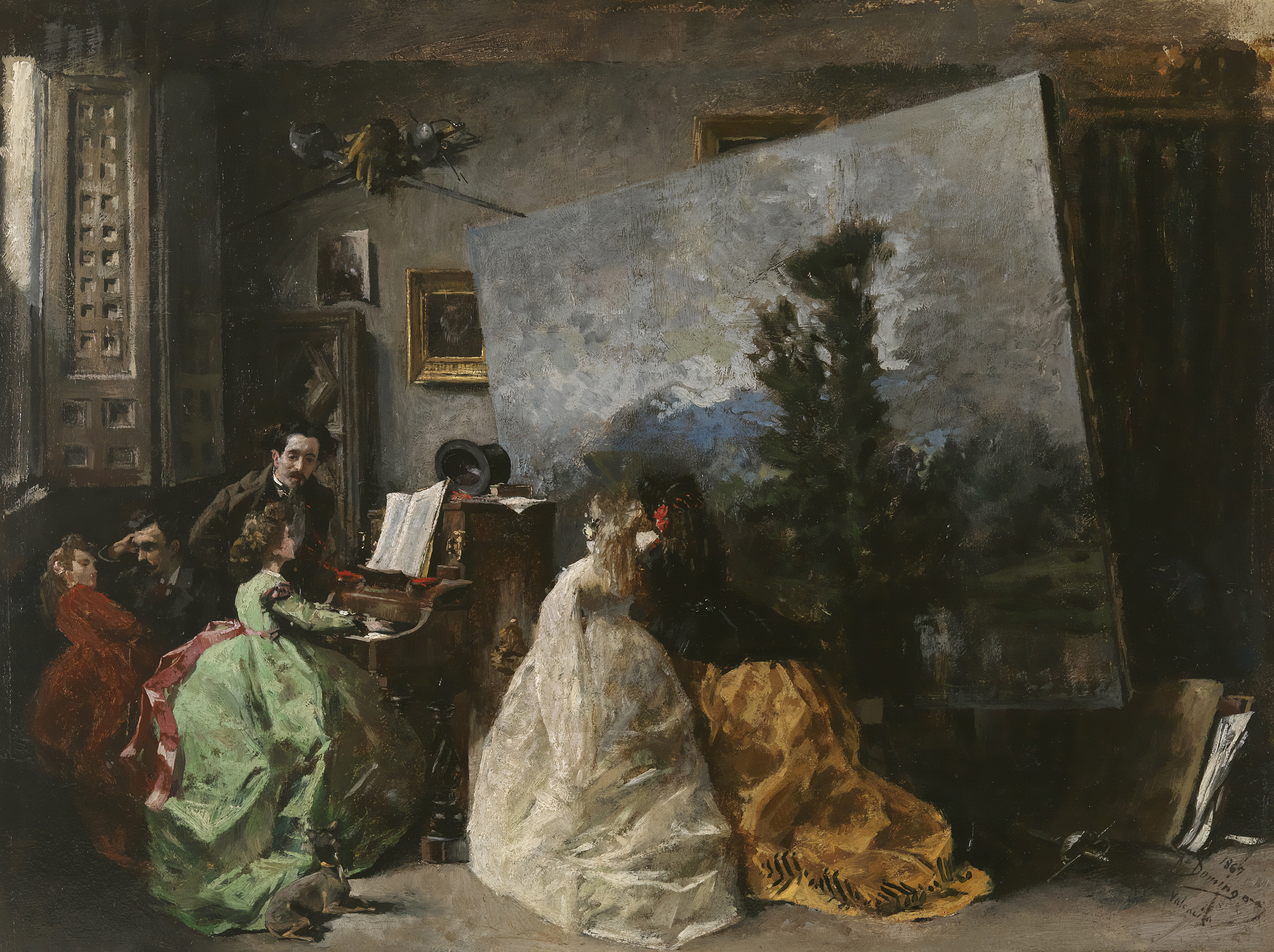
El estudio de Muñoz Degrain
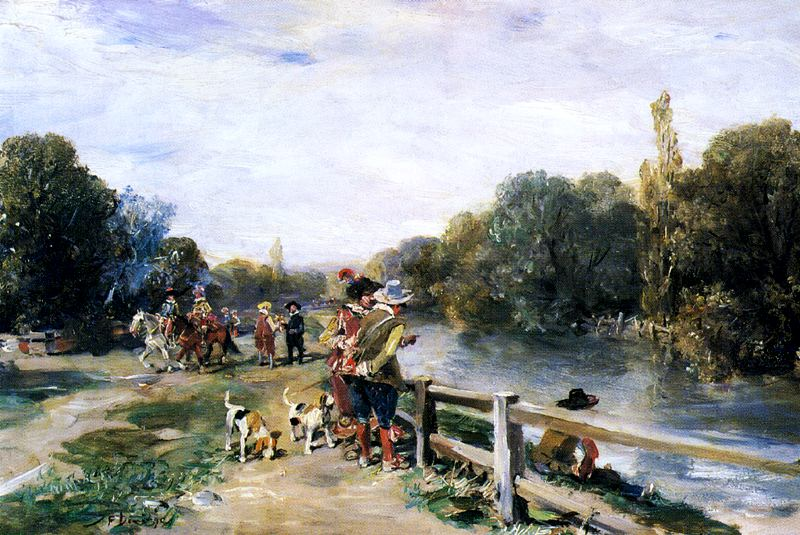
Un alto en la montería
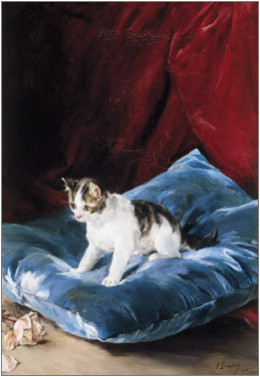
Katze
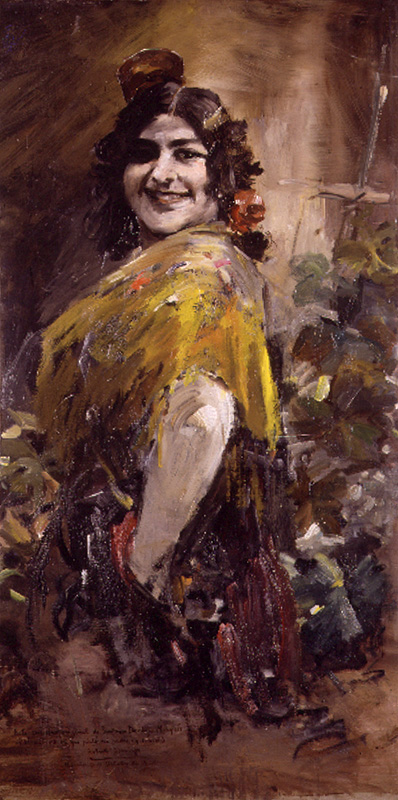
Andaluza